# HZ Возничего
HZ Возничего (лат. HZ Aurigae), HD 32633 — одиночная переменная звезда в созвездии Возничего на расстоянии приблизительно 695 световых лет (около 213 парсеков) от Солнца. Видимая звёздная величина звезды — от +7,13m до +7,02m.

## Характеристики
HZ Возничего — бело-голубая вращающаяся переменная звезда типа Альфы² Гончих Псов (ACV) спектрального класса B9pSiCr или B9p. Эффективная температура — около 9285 К.